# 閩南語娛樂媒體
閩南語娛樂媒體是主要以閩南語（一般指泉漳片）播送的大眾媒體。台灣是迄今為止閩南語媒體的最大輸出地。亞洲閩南語流行音樂和戲劇電影的「黃金時代」是1950年代中期至1960年代中期。

## 電影
許多台灣電影是以閩南語（當地稱台語）播送的；即便是以北方漢語為主的電影中仍會出現許多台語詞彙。除了台灣，中國大陸、香港、新加坡、馬來西亞、印尼和菲律賓等國等地也出產閩南語電影。1960年代之70年代，閩南語電影在香港電影圈中被稱為廈語片，這些廈語片多翻拍自粵語或華語電影。

## 電視
許多電視戲劇、新聞播報、綜藝節目皆以閩南語播送。1980年代解禁前，台灣的閩南語節目曾受到政策限制。在台灣，《探險時光》、《神臍小捲毛》等配音摻雜許多台語詞彙。

## 音樂
閩南語歌劇和音樂的錄製工作可追朔至1920年代的台灣與中國。在台灣日治時期中期，台語流行音樂曾因美國唱片公司古倫美亞唱片和RCA等投資販售而蓬勃一時，直到1937年第二次中日戰爭爆發而限縮台語和客家語為止；《望春風》和《雨夜花》等經典名曲即是這一時期的代表作。